# 1980 na Alemanha
Esta é uma cronologia dos fatos acontecimentos do ano 1980, na Alemanha.

## Eventos
- 31 de maio: O Bayern de Munique é o sexto título do Campeonato Alemão de Futebol.
- 26 de setembro: Um ataque terrorista na Oktoberfest deixa 13 mortos e 219 feridos. O extremista de direita e estudante, Gundolf Köhler, é morto no próprio ataque.
- 5 de outubro: As eleições federais são realizadas na Alemanha Ocidental.